# جاستین باتلر
جاستین باتلر (انگلیسی: Justin Butler؛ زادهٔ ۲۳ مارس ۲۰۰۱) بازیکن فوتبال است.
از باشگاه‌هایی که در آن بازی کرده‌است می‌توان به باشگاه فوتبال بایرن مونیخ اشاره کرد.